# Malmeneich
Malmeneich ist der einzige Ortsteil der Gemeinde Elz im mittelhessischen Landkreis Limburg-Weilburg.

## Geographie
Malmeneich liegt am südlichen Rand des Westerwalds. Entsprechend ist der Malmeneicher Wald sehr hügelig. Der niedrigste Punkt liegt östlich des Orts im Malmeneicher Wald bei den Teichen auf 140 m ü. NN. Der höchste Punkt liegt im Süden der Gemarkung am Hochbehälter, der Elz und Malmeneich mit Wasser versorgt, auf 290 m über NN. Der Ort selbst liegt durchschnittlich auf einer Höhe von 250 Metern.
Im Norden ist der nächste Ort Hundsangen (Rheinland-Pfalz), im Westen ist der nächste Ort Obererbach (Rheinland-Pfalz). Im Süden ist Malmeneich durch den „Bacheberg“, wie die Malmeneicher den kleinen Hügel nennen, auf dem die Kinder im Winter Schlitten fahren, abgeschlossen. Die Gemarkung grenzt im Osten an Niederhadamar, im Süden an den Hauptort Elz und im Westen und Norden an Rheinland-Pfalz. Die Gemarkung ist vergleichsweise klein und weist um den Ort herum einen Gürtel landwirtschaftlich genutzter Fläche auf sowie im Süden und im Westen kleinere Waldparzellen, die in den Elzer und den Niederhadamarer Wald übergehen.
Malmeneich liegt an der Bundesstraße 8, die im Ort selbst „Hohe Straße“ heißt.

## Geschichte

### Ortsgeschichte
Bekanntermaßen erstmals erwähnt ist Malmeneich in einer Handschrift des Klosters Eberbach aus dem Jahr 1225 als Madelbodeneich. Dieser Namen wird mit Mallobaudes, einem fränkischen König aus dem 4. Jahrhundert, in Verbindung gebracht.
Politisch gehörte der Ort vor seiner Ersterwähnung zum Niederlahngau, dann zur Grafschaft Diez. Für 1305 ist ein Zollhaus an der Hohen Straße in Malmeneich nachgewiesen. Rechte und Besitzungen besaßen verschiedene Kirchen und Stifte der Umgebung sowie die jeweiligen Herren über Hadamar und die Grafen von Katzenelnbogen. Im Jahr 1564 wurde der Ort im Diezer Vertrag zwischen Kurtrier und Nassau-Hadamar geteilt. Ab 1803 war der Ort unter dem neuen Herzogtum Nassau wieder vereint.
Die ersten Anordnungen der Verhütung eines Brandes im Zusammenhang mit häuslichen Feuerstätten in Textform im Kurfürstentum Trier vom 9. Mai 1721 führten auch in Malmeneich zu erheblichen Verbesserungen der Bauweise der Gebäude.
Eine Kapelle wird erstmals 1525 erwähnt. Kirchlich war der Ort zur Hälfte der Pfarrei Hundsangen zugeordnet.
Hessische Gebietsreform (1970–1977)
Zum 31. Dezember 1971 wurde die bis dahin selbständige Gemeinde Malmeneich im Zuge der Gebietsreform in Hessen auf freiwilliger Basis in die Gemeinde Elz eingegliedert. Ortsbezirke nach der Hessischen Gemeindeordnung wurden nicht errichtet.

### Schulgeschichte
Bis zum Jahr 1883 gingen alle Malmeneicher Kinder nach Hundsangen, zeitweise auch teils nach Hundsangen und teils nach Hadamar, in die Schule. Danach mietete man zuerst ein Schulzimmer in Malmeneich für 40 Kinder. Später fand der Unterricht im Tanzsaal der Malmeneicher Gaststätte „Reichsadler“ (heute „Zum Bergischen Land“) statt. Im Jahr 1895 wurde ein Schulhaus gebaut. Während des Zweiten Weltkriegs besuchten die Malmeneicher Kinder wieder die Volksschule in Hundsangen. Im Jahr 1966 wurde die Grundschule in Malmeneich aufgelöst.
Heute gehen die Malmeneicher Kinder nach Elz zur Grund-, Haupt- und Realschule. Zum Besuch eines Gymnasiums gehen sie meist nach Limburg oder an die Fürst-Johann-Ludwig-Schule in Hadamar.

### Verwaltungsgeschichte im Überblick
Die folgende Liste zeigt die Staaten und Verwaltungseinheiten, denen Malmeneich angehört(e):
- vor 1806/1803: Heiliges Römisches Reich, je zur Hälfte Grafen von Nassau-Diez als Teil des Fürstentums Nassau-Oranien, Amt Hadamar und Kurfürstentum Trier, Unteres Erzstift, Amt Limburg
- Trierer Teil:
  - 1803–1806: Heiliges Römisches Reich, Fürstentum Nassau-Weilburg,[Anm. 2] Amt Limburg
  - 1806–1815: Herzogtum Nassau,[Anm. 3] Amt Limburg
- Hadamarischer Teil:
  - 1806–1813: Großherzogtum Berg,[Anm. 4] Département Sieg, Arrondissement Dillenburg, Kanton Hadamar
  - 1813–1815: Fürstentum Nassau-Oranien, Amt Hadamar
- ab 1816: Herzogtum Nassau,[Anm. 5] Amt Hadamar
- ab 1849: Herzogtum Nassau, Kreisamt Hadamar[Anm. 6]
- ab 1854: Herzogtum Nassau, Amt Hadamar
- ab 1867: Norddeutscher Bund, Königreich Preußen,[Anm. 7] Provinz Hessen-Nassau, Regierungsbezirk Wiesbaden, Oberlahnkreis[Anm. 8]
- ab 1871: Deutsches Reich, Königreich Preußen, Provinz Hessen-Nassau, Regierungsbezirk Wiesbaden, Oberlahnkreis
- ab 1886: Deutsches Reich, Königreich Preußen, Provinz Hessen-Nassau, Regierungsbezirk Wiesbaden, Kreis Limburg
- ab 1918: Deutsches Reich (Weimarer Republik), Freistaat Preußen, Provinz Hessen-Nassau, Regierungsbezirk Wiesbaden, Kreis Limburg
- ab 1944: Deutsches Reich, Freistaat Preußen, Provinz Nassau, Landkreis Limburg
- ab 1945: Amerikanische Besatzungszone,[Anm. 9] Groß-Hessen, Regierungsbezirk Wiesbaden, Landkreis Limburg
- ab 1946: Amerikanische Besatzungszone, Land Hessen, Regierungsbezirk Wiesbaden, Landkreis Limburg
- ab 1949: Bundesrepublik Deutschland, Land Hessen, Regierungsbezirk Wiesbaden, Landkreis Limburg
- ab 1968: Bundesrepublik Deutschland, Land Hessen, Regierungsbezirk Darmstadt, Landkreis Limburg
- ab 1971: Bundesrepublik Deutschland, Land Hessen, Regierungsbezirk Darmstadt, Landkreis Limburg
- ab 1974: Bundesrepublik Deutschland, Land Hessen, Regierungsbezirk Darmstadt, Landkreis Limburg-Weilburg, Gemeinde Elz[Anm. 10]
- ab 1981: Bundesrepublik Deutschland, Land Hessen, Regierungsbezirk Gießen, Landkreis Limburg-Weilburg, Gemeinde Elz

## Bevölkerung
Einwohnerentwicklung
| Malmeneich: Einwohnerzahlen von 1834 bis 2020 | Malmeneich: Einwohnerzahlen von 1834 bis 2020 | Malmeneich: Einwohnerzahlen von 1834 bis 2020 | Malmeneich: Einwohnerzahlen von 1834 bis 2020 | Malmeneich: Einwohnerzahlen von 1834 bis 2020 |
| --- | --------------------------------------------- | --------------------------------------------- | --------------------------------------------- | --------------------------------------------- |
| Jahr |                                               |                                               |                                               | Einwohner                                     |
| 1834 | 1834                                          |                                               | 150                                           | 150                                           |
| 1840 | 1840                                          |                                               | 155                                           | 155                                           |
| 1846 | 1846                                          |                                               | 153                                           | 153                                           |
| 1852 | 1852                                          |                                               | 160                                           | 160                                           |
| 1858 | 1858                                          |                                               | 172                                           | 172                                           |
| 1864 | 1864                                          |                                               | 190                                           | 190                                           |
| 1871 | 1871                                          |                                               | 188                                           | 188                                           |
| 1875 | 1875                                          |                                               | 203                                           | 203                                           |
| 1885 | 1885                                          |                                               | 192                                           | 192                                           |
| 1895 | 1895                                          |                                               | 181                                           | 181                                           |
| 1905 | 1905                                          |                                               | 168                                           | 168                                           |
| 1910 | 1910                                          |                                               | 171                                           | 171                                           |
| 1925 | 1925                                          |                                               | 203                                           | 203                                           |
| 1939 | 1939                                          |                                               | 185                                           | 185                                           |
| 1946 | 1946                                          |                                               | 247                                           | 247                                           |
| 1950 | 1950                                          |                                               | 221                                           | 221                                           |
| 1956 | 1956                                          |                                               | 196                                           | 196                                           |
| 1961 | 1961                                          |                                               | 210                                           | 210                                           |
| 1967 | 1967                                          |                                               | 260                                           | 260                                           |
| 1970 | 1970                                          |                                               | 272                                           | 272                                           |
| 1980 | 1980                                          |                                               | ?                                             | ?                                             |
| 1990 | 1990                                          |                                               | ?                                             | ?                                             |
| 2000 | 2000                                          |                                               | ?                                             | ?                                             |
| 2011 | 2011                                          |                                               | 342                                           | 342                                           |
| 2014 | 2014                                          |                                               | 341                                           | 341                                           |
| 2020 | 2020                                          |                                               | 339                                           | 339                                           |
| Datenquelle: Historisches Gemeindeverzeichnis für Hessen: Die Bevölkerung der Gemeinden 1834 bis 1967. Wiesbaden: Hessisches Statistisches Landesamt, 1968. Weitere Quellen: LAGIS; Gemeinde Elz; Zensus 2011 |                                               |                                               |                                               |                                               |

Einwohnerstruktur 2011
Nach den Erhebungen des Zensus 2011 lebten am Stichtag dem 9. Mai 2011 in Malmeneich 342 Einwohner. Darunter waren 33 (9,6 %) Ausländer.
Nach dem Lebensalter waren 75 Einwohner unter 18 Jahren, 162 zwischen 18 und 49, 60 zwischen 50 und 64 und 48 Einwohner waren älter.
Die Einwohner lebten in 138 Haushalten. Davon waren 36 Singlehaushalte, 42 Paare ohne Kinder und 51 Paare mit Kindern sowie 3 Alleinerziehende und 3 Wohngemeinschaften.
Historische Religionszugehörigkeit
| 1885: | 1 evangelischer (= 0,52 %), 191 katholische (= 99,48 %) Einwohner |
| 1961: | 10 evangelische (= 4,76 %), 196 katholische (= 93,33 %) Einwohner |

## Kultur und Sehenswürdigkeiten

### Vereine
Zu den Malmeneicher Ortsvereinen gehört der Kulturverein Malmeneich e. V., die im Jahr 1957 gegründeten Freiwilligen Feuerwehr Malmeneich (seit dem 9. September 2006 mit Jugendfeuerwehr) und die Frauengymnastikgruppe. Der Kulturverein, der Feste wie die Kirmes, das Fußballfest und die Kinderfastnacht organisiert, bildete sich im Jahr 1991.

### Regelmäßige Veranstaltungen Kirmes
Die Malmeneicher Kirmes findet Anfang Mai auf dem Festplatz an der Hohen Straße statt und ist die zweite Kirmes im Jahr in dieser Region.

### Bauwerke

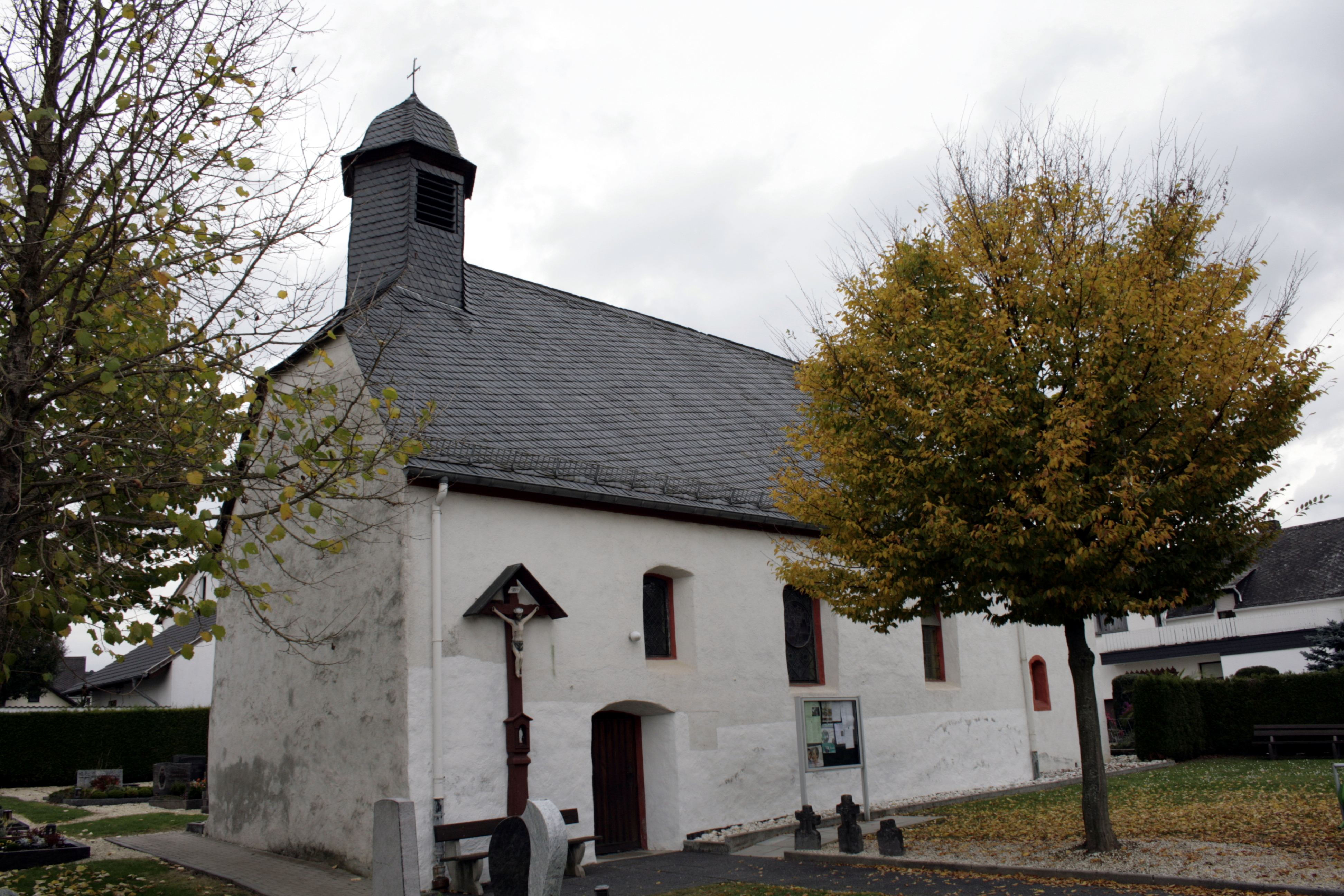
Kapelle St. Nikolaus
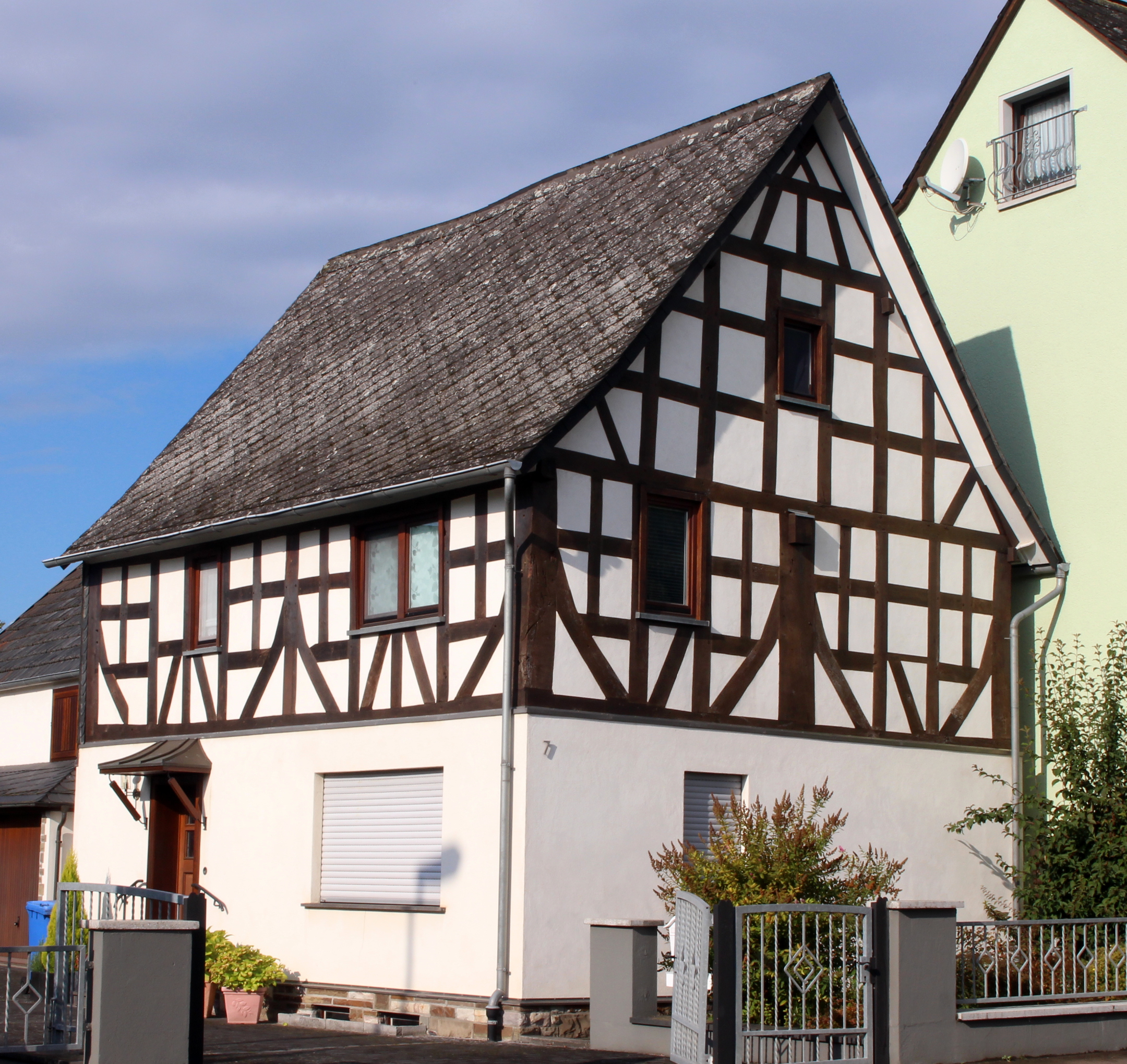
Hohe Straße 7
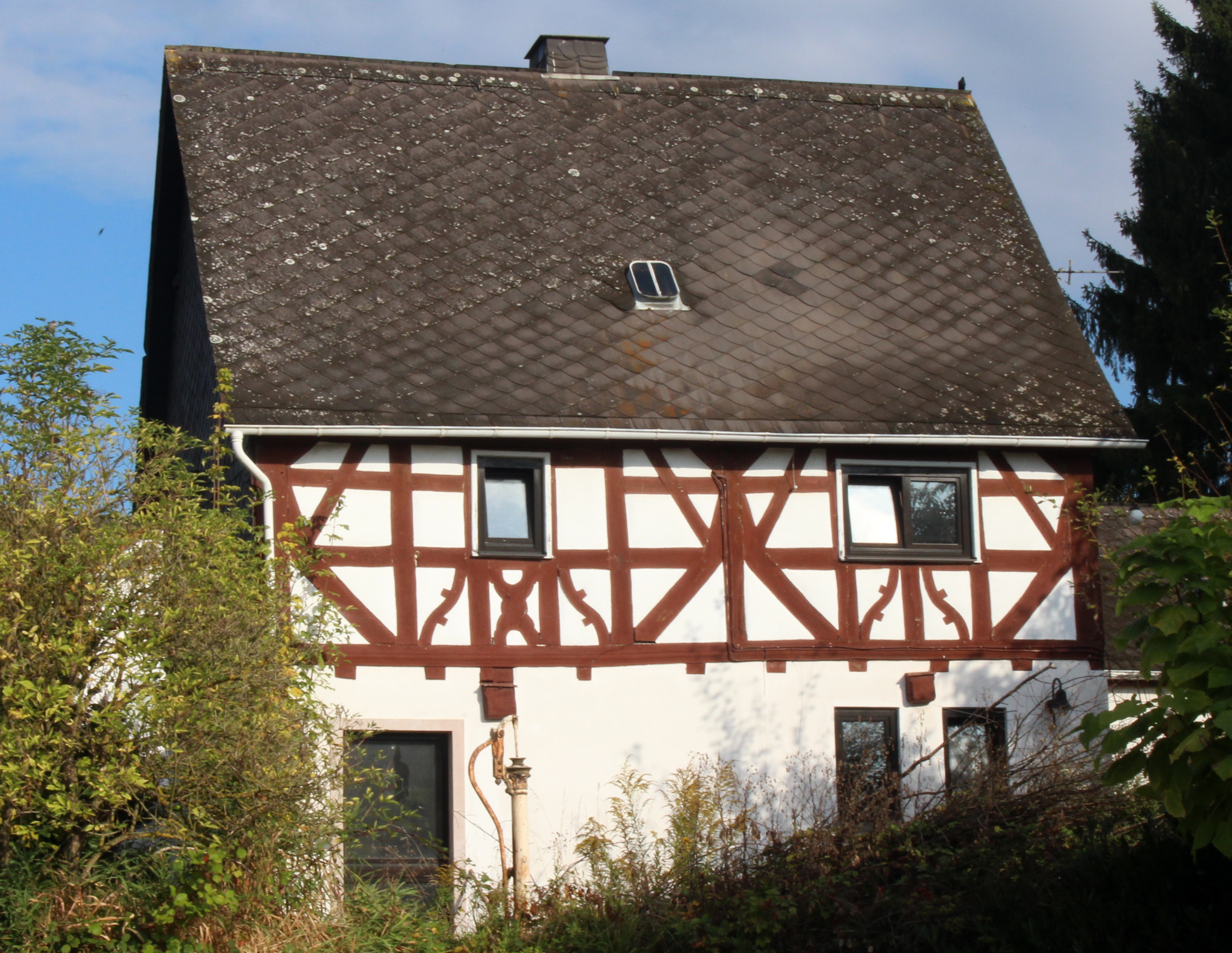
Kapellenstraße 18
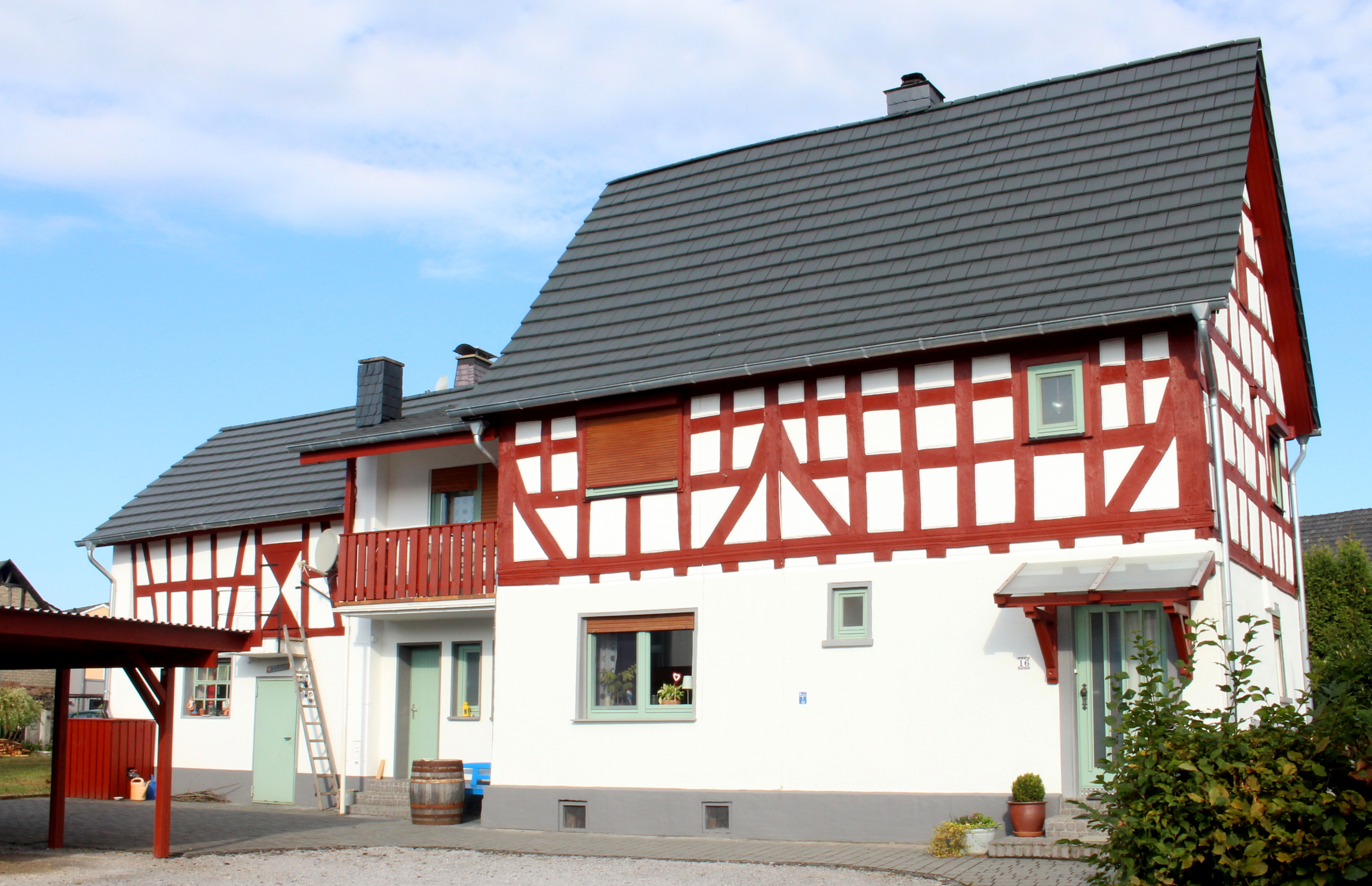
Waldstraße 16

#### Kapelle St. Nikolaus
Die Kapelle wurde vermutlich im Jahr 1213 gebaut und gehörte jahrhundertelang der Pfarrei Hundsangen an. An dem Gebäude lassen sich noch Elemente des romanischen Baustils ausmachen. In der St. Nikolaus geweihten Kapelle existiert eine kleine Glocke auf dem Ton d noch aus dem 15. Jahrhundert. 1953 wurde die Kapelle ausgebaut. Vorher maß die Kirche 10,2 mal 5,9 Meter; sie wurde auf 13,7 mal 5,9 Meter erweitert. Außerdem wurde ein Chor mit den Maßen 5,8 mal 4,7 Meter davor gebaut. 1971 wurde die Kapelle der Pfarrei Elz zugeordnet.

#### Hohe Straße 7
Trotz der durch Umbauten veränderten ursprünglichen Fenster sticht dieses kleinformatige Fachwerkhaus durch sein sehr regelmäßiges Fachwerk hervor. Im oberen Stockwerk fallen die ausgeprägten Mannformen auf. Der aus dem 18. Jahrhundert stammende Bau ist giebelständig auf die den Ort prägenden alten Handelsstraße ausgerichtet.

#### Kapellenstraße 11
Dieses einstige Baudenkmal ist heute nicht mehr vorhanden. Es wurde im späten 20. Jahrhundert abgerissen und durch eine Doppelgarage ersetzt.
Das ehemalige Wohn- und Gasthaus war für den Ort auffallend großvolumig. Durch den Verputz war das Fachwerk jedoch bereits Mitte des 20. Jahrhunderts nicht mehr sichtbar. Die damals noch erhaltene zwei- und dreiteilige Gliederung von Fenstern im Obergeschoss wies aber auf ein barockes Fachwerk hin. Das verputzte Gesims ließ gerundete Füllhölzer erkennen. Der Kniestock und das Krüppelwalmdach wurden im 19. Jahrhundert aufgebaut, ebenso die Freitreppe mit Vordach.

#### Kapellenstraße 18
Dieses relativ wenig veränderte Haus ist ein typisches Beispiel für ein Wohnhaus der einst den Ort prägenden kleinformatigen Hofreiten. Der zweizonige Bau mit massivem Untergeschoss und oberem Fachwerk-Stockwerk entstand vermutlich am Anfang des 18. Jahrhunderts und weist an zwei Schauseiten dezenten Schmuck mit Feuerböcken und genasten S-Streben auf. Auch die Decke des Erdgeschosses ist in Balkenbauweise mit Lehm-Ausfachung errichtet. Die Kellerdecke ist nur noch teilweise in Holzbalken-Bauweise erhalten. Das Haus verfügt über einen Kriechkeller mit zwei Räumen.
Die heute vorhandene Scheune wurde nachträglich errichtet und steht nicht unter Denkmalschutz. 1964 entstand ein Verbindungsbau in Massivbauweise zwischen Wohnhaus und Scheune. Dabei wurde auch das Wohnhaus durch die Verlegung des Eingangs und den Anbau eines Windfangs in seiner Substanz verändert. 1978 erfolgte der Bau einer Doppelgarage neben dem Gebäude, 2000 eine grundlegende Sanierung des Wohnhauses.

#### Waldstraße 16
Dieses älteste weitgehend erhaltene Fachwerkhaus in Malmeneich wird auf das 17. Jahrhundert datiert. Erneuerungsarbeiten haben das Fachwerk im Erdgeschoss jedoch weitgehend zerstört. Darüber ist ein einfach gehaltenes Fachwerk mit dichten Ständern und entsprechend kleinen Gefachen zu erkennen. Außer dem an der Traufseite herausgearbeiteten Profil der Schwelle zum oberen Stockwerk ist kein Bauschmuck vorhanden. Kurz nach dem Jahr 2000 erfolgte eine umfassende Sanierung dieses Baudenkmals.

## Wirtschaft und Infrastruktur
Die meisten Malmeneicher arbeiten auswärts. In Malmeneich gibt es nur wenige Arbeitsplätze. Die einzigen Betriebe sind eine Baumschule und eine Motorradwerkstatt.
Die Freiwillige Feuerwehr Malmeneich (gegründet 1957), seit dem 9. September 2006 mit Jugendfeuerwehr, sorgt für den abwehrenden Brandschutz und die allgemeine Hilfe.